# Pecore nere (antologia)
Pecore nere è una antologia di racconti di Gabriella Kuruvilla, Igiaba Scego, Ingy Mubiayi Kakese e Laila Wadia. Pubblicata per la prima volta nel 2005, raccoglie otto storie incentrate sui temi delle identità che condividono diverse culture di appartenenza.

## Il volume
La raccolta, curata da Emanuele Coen e Flavia Capitani, si compone di otto racconti, due per ognuna delle autrici:
- Dismatria, Salsicce, di Igiaba Scego.
- Curry di pollo, Karnevale, di Laila Wadia.
- India, Ruben, di Gabriella Kuruvilla.
- Documenti, prego e Concorso, di Ingy Mubiayi Kakese.

I racconti si ispirano ad esperienze di vita delle autrici e sono espressione di un'italianità diversa e divisa, frutto talora di una sofferta conquista personale oppure, come nel caso della Kuruvilla e della Scego, radicata da sempre nella propria coscienza ma convivente con il mondo culturale delle famiglie di origine.
Il volume è stato accolto favorevolmente dalla critica e dal pubblico, giungendo nel 2010 alla sesta edizione.

## Gli autori
Le quattro autrici possono essere inserite nel filone della "letteratura della migrazione" che affronta i temi postcoloniali e del confronto delle identità, sia da un punto di vista politico che sociale, riflettendo anche sul concetto della lingua madre. In particolare:
Gabriella Kuruvilla e Igiaba Scego sono nate in Italia, la prima a Milano, da padre indiano e madre italiana, la seconda a Roma, da entrambi i genitori somali. Ingy Mubiayi Kakese, di padre zairese e madre egiziana e Laila Wadia, figlia di indiani, sono invece originarie rispettivamente del Cairo e di Bombay, ma risiedono da lungo tempo in Italia.

## Edizioni
- Gabriella Kuruvilla, Igiaba Scego, Ingy Mubiayi Kakese e Laila Wadia, Pecore nere, a cura di Emanuele Coen e Flavia Capitani. Bari, Laterza, collana Contromano, 2010, 6ª edizione, pp 148. ISBN 88-420-7797-6